# Gran Trianón

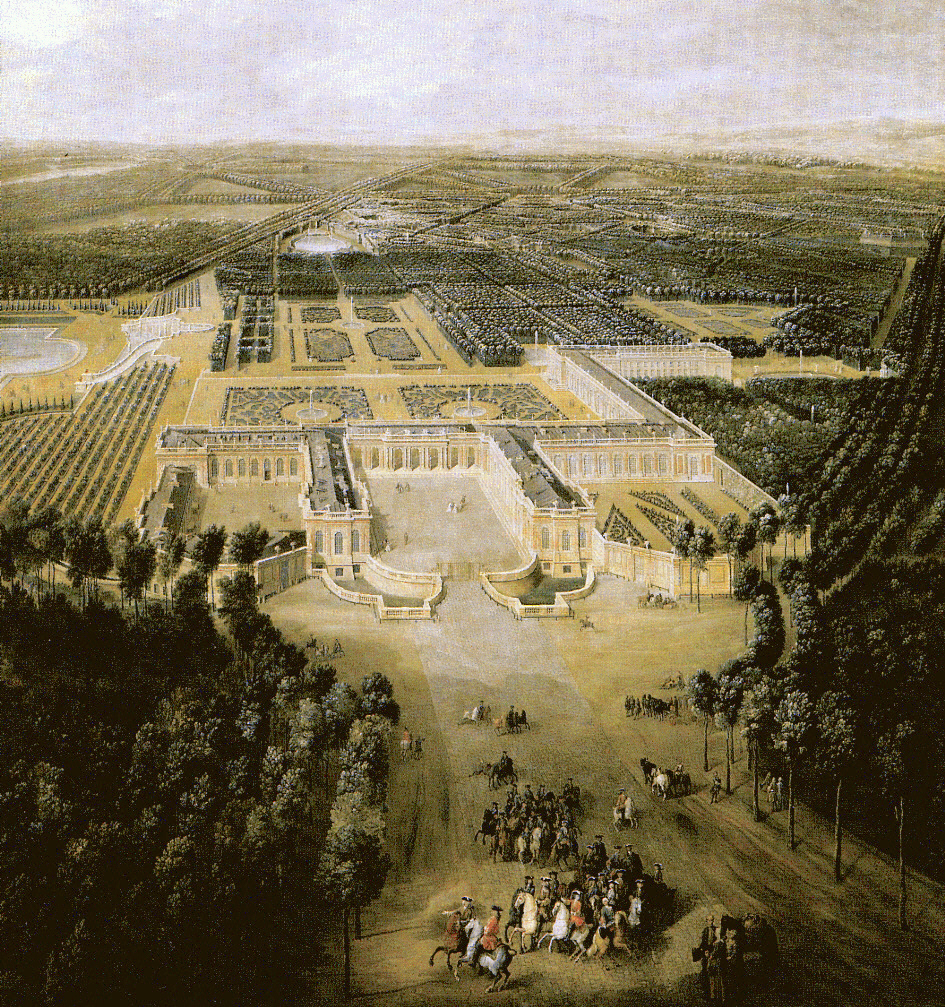
El Gran Trianón, en 1700.

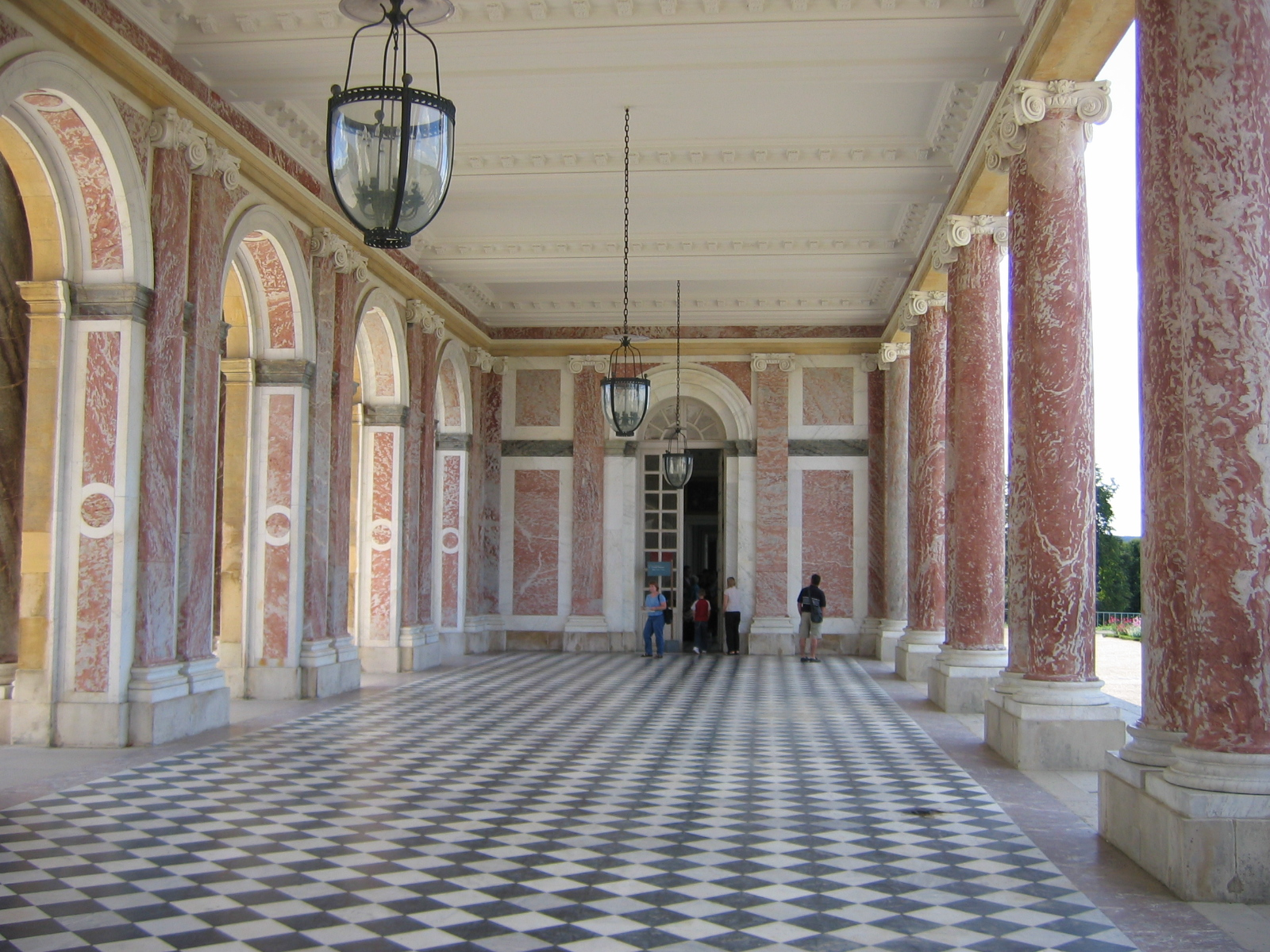
Galería del Gran Trianón.

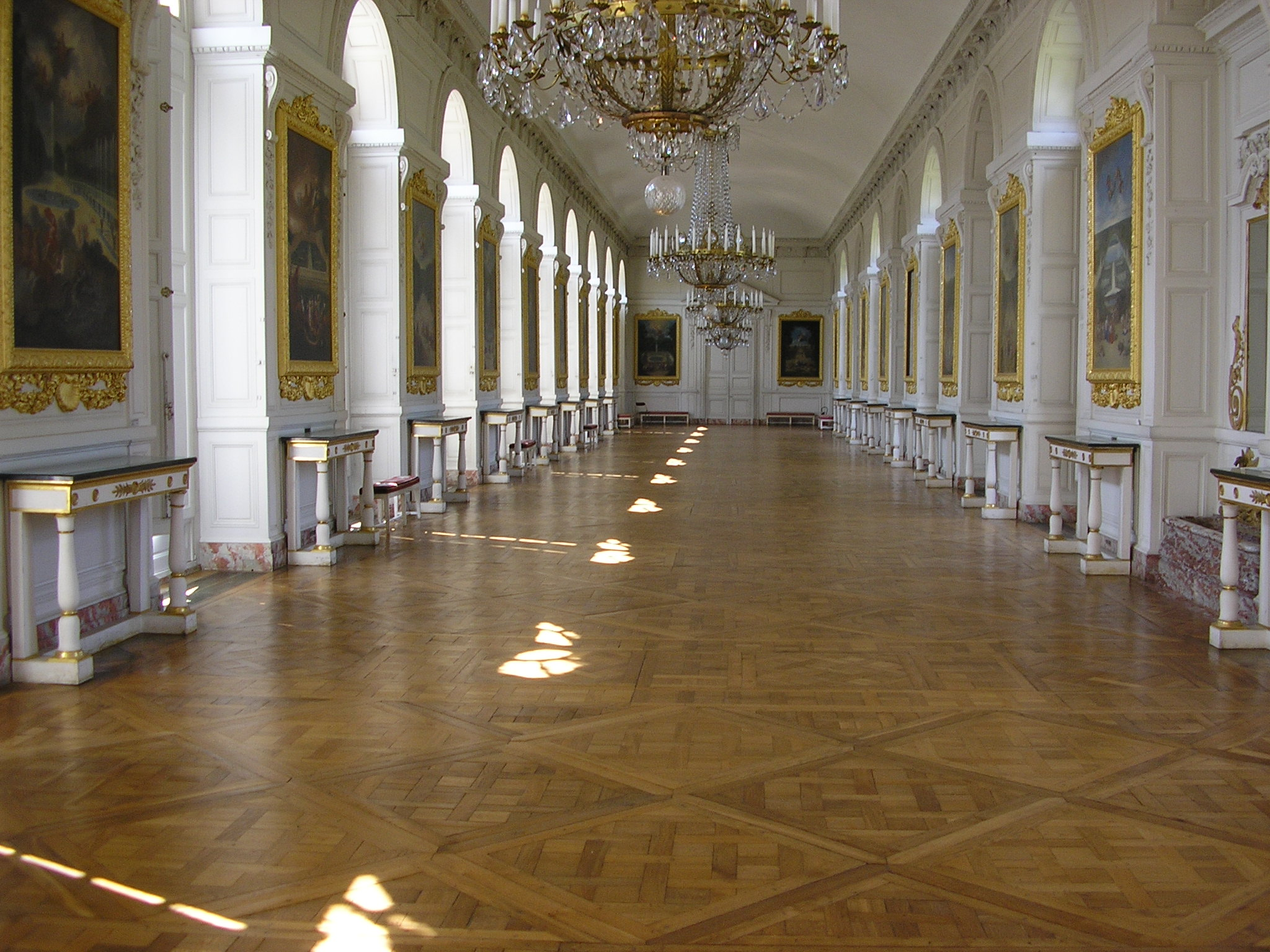
Salón de baile del Gran Trianon.

El Gran Trianón (en francés: Grand Trianon) o Trianón de mármol (en francés: Trianon de marbre) es un château —palacio residencial— de Francia que Luis XIV hizo construir en 1687 por Jules Hardouin-Mansart  cerca de Versalles, en el parque  del palacio de Versalles. El exterior del edificio está hecho de mármol rosa que le da el nombre de «Trianon de mármol», a diferencia del «Trianon de porcelana» que lo precedió en el mismo emplazamiento.
El Grand Trianon se compone de un patio, un palacio y un conjunto de jardines y estanques: tiene en su entrada un gran patio llamado el «Cour d'honneur», enmarcado por un edificio dividido en dos alas conectadas por una galería de columna llamada el «peristilo». El ala derecha se prolonga mediante un ala perpendicular llamada «Trianon-sous-Bois». El edificio se abre a un conjunto de jardines à la française y de estanques, entre otros el bassin Plat fond, el estanque llamado «à oreilles» ("con orejas") y el bassin du Fer-à-cheval (estanque de herradura).
Ha sido el lugar de residencia o de estancia de varias figuras reales francesas o extranjeras, entre ellas Luis XIV, Pedro I de Rusia o María Leszczyńska, esposa de Luis XV. Más recientemente, han residido en él el general de Gaulle, y jefes de Estado extranjeros en visitas oficiales a Francia, como el presidente estadounidense Richard Nixon en 1969, o la reina Isabel II del Reino Unido  en 1972.
Clasificado con el palacio de Versailles y sus dependencias como monumento histórico por la lista de 1862 y por orden del 31 de octubre de 1906, también es, desde 1979, Patrimonio de la Humanidad declarado por la Unesco. El conjunto está ahora abierto al público como parte del Museo Nacional de los castillos de Versalles y Trianon.

## Historia
En 1670, Luis XIV decidió eliminar la villa de Trianón, en el noroeste del parque de Versalles para construir un edificio que le permitiera huir de la Corte. Luis Le Vau fue el encargado de su construcción: decidió revestir los muros con porcelana de Delft. El jardín contenía ya hermosos parterres de flores. Luis XIV acostumbraba a cenar allí, en compañía de Madame de Montespan. Pero el «Trianón de porcelana» era muy frágil y se decidió construir, en 1687, el Gran Trianón o «Trianón de mármol», conforme a los planos de Jules Hardouin Mansart. Este siguió las órdenes del rey, que controlaba la obra. El emperador Napoleón ocupó y redecoró el Trianón. Luis Felipe lo hizo restaurar. Actualmente es utilizado para las recepciones oficiales de la República.

## Plan de arquitectura
El Gran Trianón es de estilo Barroco francés mezclado con italianismos. El color rosa de la piedra otorga al conjunto una apariencia especial. Se entra en el patio por una cancela: a la derecha se encuentra el edificio norte. A la izquierda el edificio del Sur cubierto por un tejado plano, con balaustrada. El material utilizado para los muros es de piedra dorada; las columnas son de mármol rosa del Languedoc decoradas con capiteles de mármol de Carrara. En el fondo del palacio, una galería hace comunicar los edificios del Norte y del Centro, como lo quiso Luis XIV. No se trata de un peristilo, dado que esta galería rodea, por completo, el patio. La galería fue diseñada por Robert de Cotte. La sala de los servicios está situada detrás del Sur. Por último, un ala perpendicular al edificio norte es llamada Trianón-sous-bois. Los jardines son simples y decorados, entre otros, por un surtidor de agua diseñado por Mansart en 1703.

## Lugar de descanso
- 1691-1703: Luis  XIV.
- 1703-1711: Luis de Francia, el Gran Delfín, hijo  de Luis  XIV.
- 1717: Pedro el Grande.
- 1740: María Leszczynska, esposa  de Luis XV.
- 1810-1814: María Luisa de Austria, esposa  de Napoléon Bonaparte.
- 1830-1848: la reina María Amalia de Borbón-Dos Sicilias.